# Susanne Albers
 (août 2025).
Motif : Notoriété?
- Archive Wikiwix
- Bing
- Cairn
- DuckDuckGo
- E. Universalis
- Gallica
- Google
- G. Books
- G. News
- G. Scholar
- Persée
- Qwant
- (zh) Baidu
- (ru) Yandex
- (wd) trouver des œuvres sur Wikidata

| 1. | Préciser le motif de la pose du bandeau. | Précisez le motif de la pose du bandeau en utilisant la syntaxe suivante : {{admissibilité à vérifier\|date=août 2025\|motif=remplacez ce texte par le motif}}                      |
| 2. | Informer les utilisateurs concernés.     | Pensez à avertir le créateur de l'article, par exemple, en insérant le code ci-dessous sur sa page de discussion : {{subst:avertissement admissibilité à vérifier\|Susanne Albers}} |

 (novembre 2022).
Susanne Albers est une informaticienne allemande et une professeur d'informatique, au département de l'informatique à l'Université technologique de Munich. Elle a gagné la médaille Otto Hahn (en)  et le prix Leibniz.

## Éducation et Carrière
Susanne Albers étudie les mathématiques, l'informatique et l'administration des affaires à Osnabrück et reçoit son doctorat en philosophie, en 1993 à l'Université de la Sarre  sous la supervision de Kurt Mehlhorn. Jusqu'à 1999, elle est associée avec l'Institut Max-Planck d'informatique et occupe des postes de visite et postdoctorale à l'Institution international d'informatique de Berkeley, à l'Université libre de Berlin, et à l'Université de Paderborn. En 1999, elle reçoit son habilitation et accepte un poste à l'Université technique de Dortmund. De 2001 à 2009 elle est professeure d'informatique à l'Université de Fribourg-en-Brisgau. De 2009 à 2013 elle est à l'Université Humboldt de Berlin.
Depuis 2016 elle occupe la Chaire d'algorithmes efficaces au département d'informatique de l'Université technique de Munich.